# Obereopsis rubriceps
Obereopsis rubriceps är en skalbaggsart som beskrevs av Stefan von Breuning 1964. Obereopsis rubriceps ingår i släktet Obereopsis och familjen långhorningar. Inga underarter finns listade i Catalogue of Life.